# كيم دونالدسون
كيم دونالدسون هي لاعبة اتحاد الرغبي كندية، ولدت في 24 أغسطس 1983 في تورونتو في كندا.